# Kobieta-faraon

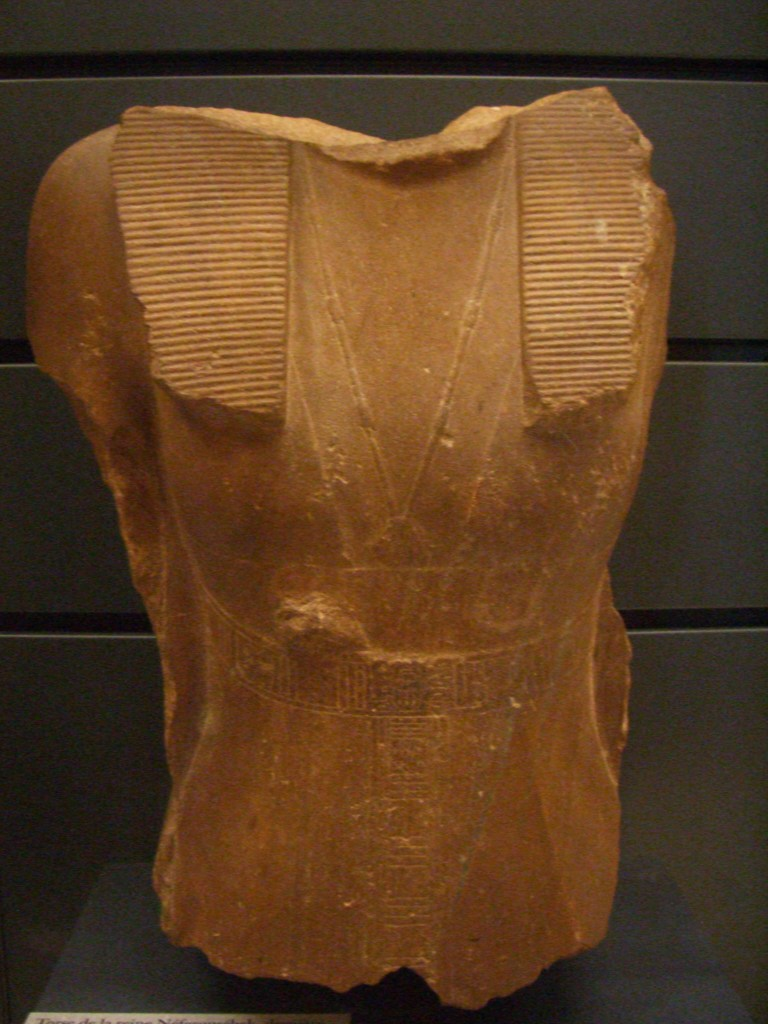
Męski fartuszek nałożony na szatę kobiecą, uszkodzony posąg Sobekneferu

Kobieta-faraon – faraon płci żeńskiej. Choć władza królewska w starożytnym Egipcie zarezerwowana była dla mężczyzn, niejeden raz znalazła się ona w rękach kobiety. Najczęściej były to przypadki regencji, kiedy to wpływowe królewskie małżonki decydowały o losach kraju w imieniu swych małoletnich synów. Niemniej jednak kilku kobietom udało się osiągnąć status faraona.
Egipski król był z definicji mężczyzną, wcieleniem Horusa. W chwili śmierci władzę dziedziczył najstarszy żyjący syn władcy. Mimo to w systemie politycznym Egiptu czasami godzono się na sprawowanie najwyższej władzy przez kobiety. Z przekazu Manethona dowiadujemy się, że król Nineczer (Binothris) zadecydował, że kobieta może zasiąść na egipskim tronie. Niektórzy badacze uważają, że w starożytnym Egipcie nie było w istocie formalnych przeszkód dla kobiecych rządów i mogły one legalnie sprawować władzę królewską. Niewielka liczba kobiet-faraonów nie musi wcale świadczyć o niechęci Egipcjan wobec do tego rodzaju rządów. Kobiecość była istotnym elementem w ideologii sprawowania rządów. Każdy faraon potrzebował dopełnienia w postaci Wielkiej Królewskiej Małżonki, a jako bóg sam obdarzony był tak męskimi, jak i żeńskimi cechami.
Najdłuższe i najbardziej skuteczne rządy sprawowane przez kobietę przypadają na czasy panowania Hatszepsut. Wiele wskazuje na to, że władczyni przygotowywała swoją córkę Neferure do roli swej następczyni na tronie. Podobna rzecz miała się z księżniczką Neferuptah z czasów XII dynastii, córką Amenemhata III. Najprawdopodobniej ojciec przewidział ją na swoją następczynię. Jest to jedna z pierwszych kobiet, których imię zapisywano w kartuszu.

## Terminologia
W języku egipskim nie istniał żaden rzeczywisty odpowiednik tytułu królewskiego. Słowem „królowa” egiptolodzy określają wyłącznie żonę władcy. Egipskim słowem oznaczającym króla było nesu. Żeńskie zapisy tego pojęcia (nesit) były niezwykle rzadkie. Pełny tytuł królewski brzmiał nesu-bit, co tłumaczy się jako Król Górnego i Dolnego Egiptu. Tytuł ten jednak nie uległ feminizacji, odnosi się bowiem do pewnego bytu metafizycznego, króla par excellence, który konkretyzuje się w osobie aktualnie panującego władcy, który może być zarówno mężczyzną, jak i kobietą. Żeński odpowiednik tego tytułu potwierdzony jest dopiero dla Kleopatry VII. W pewnym dokumencie tak mówi się o Kleopatrze: królowa (nesit) kraju Górnego Egiptu (i) królowa (bitit) kraju Dolnego Egiptu. Niektóre kobiety-faraonowie nosiły takie tytuły jak: Doskonała Bogini, córka Ra czy Pani Obydwu Krajów. Używały także tytułu żeńskiego Horusa.

## Strój
Kwestie stroju stwarzały pewne problemy. Władczyni musiała przyjąć rolę mężczyzny i nosić męskie atrybuty królewskie. Jej płeć nie była jednak utajniana. W sztuce czasem dochodziło do połączenia elementów żeńskich i męskich, na przykład kobieta-faraon Sobekneferu na jednym z uszkodzonych posągów ukazana została w męskim fartuszku nałożonym na kobiecą szatę.

## Lista kobiet-faraonów
| Hipotetyczne władczynie |                       |             |           |          |                |                  |                                                                         |
| Władczyni               | Lata panowania p.n.e. | Dynastia    | Nomen     | Prenomen | Mężowie        | Miejsce pochówku | Inne                                                                    |
| Meritneit               | ok. 2950              | I dynastia  | Meritneit |          | Dżet           | Umm al-Kaab      | prawdopodobnie mamy tu do czynienia z regentką                          |
| Chentkaus I             |                       | IV dynastia | Chentkaus |          | Szepseskaf     | Giza             | jej pozycja wynikała prawdopodobnie z faktu, że była matką dwóch królów |
| Setibhor                |                       | V dynastia  | Setibhor  |          | Dżedkare Isesi | Sakkara          | prawdopodobnie mamy tu do czynienia z regentką                          |
| Nitokris                | ok. 2200              | VI dynastia | Nitokris  |          | Merenre II     |                  | historyczność tej postaci podawana jest w wątpliwość                    |

| Potwierdzone przypadki |                       |                |                          |                |                         |                  |      |
| Władczyni              | Lata panowania p.n.e. | Dynastia       | Nomen                    | Prenomen       | Mężowie                 | Miejsce pochówku | Inne |
| Sobekneferu            | 1798-1794             | XII dynastia   | Sobekneferu              | Sobekkare      |                         | Mazghuna         |      |
| Hatszepsut             | 1479–1458             | XVIII dynastia | Chenemet-Amon-Hatszepsut | Maatkare       | Totmes II               | Dolina Królów    |      |
| Neferneferuaton        | 1334-1332             | XVIII dynastia | Neferneferuaton          | Anchcheperure  | Echnaton lub Smenchkare | Dolina Królów(?) |      |
| Tauseret               | 1192–1186             | XIX dynastia   | Tauseret                 | Sitre-Meriamon | Seti II                 | Dolina Królów    |      |

Status zbliżony do królewskiego posiadały też tzw. Boskie Adoratorki Amona z czasów XXV i XXVI dynastii. Sprawowały one zamiast króla władzę w Górnym Egipcie. Miały własną, ale skróconą tytulaturę, własną rachubę lat panowania, wznosiły budowle, a ich administracja wzorowana były na królewskiej. Mogły one nawet odprawiać święto jubileuszu panowania – heb-sed. Nie można jednak uważać Boskich Adoratorek za faraonów. Ich „panowania” mieszczą się w obrębie lat panowania faraona, co więcej nie odprawiały one wielu rytuałów przynależnych władcy.